# کونارسکو
کونارسکو (به بلغاری: Konarsko) یک منطقهٔ مسکونی در بلغارستان است که در استان بلاگووگراد واقع شده‌است.
 کونارسکو ۱۹ کیلومتر مربع مساحت دارد  ۱٬۳۲۹ متر بالاتر از سطح دریا واقع شده‌است.